# Луњевице
Луњевице, породица краљице Драге Обреновић, рођ. Луњевица воде порекло од Николе Милићевића Луњевице (1776—1842) из Луњевице, сарадника књаз Милоша Обреновића.

## Порекло
Луњевице, раније Милосављевићи и Милићевићи презивају по селу Луњевица где је рођен газда Никола Милићевић Луњевица чији је отац или деда Милић Милосављевић, по коме се он презивао Милићевић. Милићеви рођаци и братственици дошли су средином XVIII века из Старе Херцеговине у Шумадију и населили се у околини Ивањице, у места Луњевица, Срезојевци (одакле су Вукомановићи), Врнчани, Бершићи и Велереч. Луњевице су биле у сродству са књегињом Љубицом Обреновић, па је приликом њене удаје за Милоша Обреновића, њен „ручни девер“ био Никола Луњевица.
Никола Луњевица је имао два брата од стрица Сретена (Среју) и Павла (Пају) - Срејовићи и Пајовићи у Луњевици.

## Милић Милићевић Луњевица
Милић Милићевић Луњевица, брат Николе Луњевице, погинуо је у Првом српском устанку. Оставио је кћерку која се удала у Луњевици у Јагличића кућу.

## Никола Милићевић Луњевица (1776-1842), трговац, финансијер, пред. Рудничког окружног суда
Газда Никола Милићевић Луњевица (1776—1842) из Луњевице, велетрговац, председник Окружног суда рудничког био је близак сарадник књаза Милоша, а као сродник Вукомановића, био је „ручни девер“ кнегињи Љубици Обреновић приликом њене удаје за Милоша Обреновића.
Никола Луњевица женио се четири пута.
Никола Луњевица имао је са првом женом кћерку која је била удата за Данила Стефановића, председника министарског савета и министра унутрашњих послова из породице Стефановић из Пореча.
Са другом женом Милосавом имао је и синове Милића и Арсенија.

### Ђурђија Луњевица, рођ. А. Чарапић (1804-1882)
Кнегиња Љубица је уговорила његово четврто венчање са Ђурђијом Чарапић (1804-1881) из породице оборкнезова и војвода грочанских Чарапића, кћерком војводе Атанасија Чарапића.
Никола и Ђурђија Луњевица имали су петоро деце Димитрија (умро), Илија (писар у Крагујевцу), Пантелију Луњевицу и Марију (умрла) кћерку Јелену - Лену Луњевица која је била удата за потпуковника Стојана Павловића.
Никола Луњевица је обновио манастир Вујан, где је и сахрањен после своје смрти 11. маја 1842. године.

### Капетан Милић Н. Милићевић Луњевица, срески начелник у Пожеги (1815-1850)
Потпоручник Милић Н. Милићевић Луњевица (29. јун/11. јул 1815+1/13. јануар 1850), син Николе Луњевице, начелник среза црногорског. 
У Крагујевцу су Милић и његов брат Арсеније становали код гимназијског катихете проте Јосифа Стефановића, као и Филип Христић и Сретен Поповић.
Имао је сина Милана.

#### Милан М. Луњевица, помоћник окружног начелства
Милан М. Луњевица, син Милића Луњевице, помоћник окружног начелства имао је сина Владимира Луњевицу и кћерке Јованку, Анку, Милицу и Јелицу.

##### Владимир М. Луњевица
Владимир Луњевица, син Милана Луњевице, унук Милића а праунук Николе Луњевице. Владимир Луњевица писао је и објављивао песме и прозне саставе. Имао је сестре.

### Арсеније Н. Милићевић Луњевица (1819-1840)
Потпоручник Арсеније Арса Н. Милићевић Луњевица (1819-1840), син Николе Луњевице, после гимназије, кадет у Пожаревцу (1838) па је, заједно са братом, ступио у новоосновани Лицеј, где се помиње се међу државним благодејанцима (1839). Умро је у Крагујевцу, а сахрањен у манастиру Враћевшници.

### Стефановићи

#### Данило Ј. Стефановић, председник владе, министар
Никола Луњевица имао је са првом женом кћерку која је била удата за Данила Стефановића, председника министарског савета и министра унутрашњих послова, брата Стефана Стефановића Тенке, председника државног савета и сина поречког кнеза и војводе Јовице Стефановића.

### Илија Н. Луњевица
Илија Н. Луњевица, син Николе Луњевице и Ђурђије кћерке војводе Атанасија Чарапића, био је писар у Крагујевцу. Умро је млад.

### Пантелија Н. Луњевица (1840-1887), окр. начелник, управник Београда
Пантелија Панта Луњевица (1840-1887), син Николе Луњевице и Ђурђије Чарапић, кћерке војводе Атанасија Чарапића, шабачки окружни начелник (од 1874) и једно време управник Београда имао је са Анђелијом Кољевић, кћерком председника општине Чачак два сина и четири кћерке Николу, Никодија, Драгу, Христину, Војку и Ђину.

#### Арт. поручник Никола П. Луњевица (1876-1903)
Арт. поручник Никола Луњевица, убијен у Мајском преврату 1903.

#### Коњички поручник Никодије П. Луњевица (1881-1903)
Коњ. поручник Никодије Луњевица, убијен у Мајском преврату 1903.

#### Христина Петровић, рођ. П. Луњевица (1861-1936)
Христина Луњевица била је удата за Петра Петровића родом из Смедерева, банкара, управника Кредитног завода у Београду Имали су два сина и једну кћерку, Ђорђа Петровића, Младена Петровића и Јелену Петровић.

#### Ђина П. Луњевица
Ђина, сестра Драгина није се удавала.

#### Ана - Војка П. Луњевица (1884–1975)
Ана П. Луњевица (1884–1975), није се удавала. Умрла је у Швајцарској 1975.

### Краљица ДрагињаДрагаОбреновић, рођ. Луњевица (1866-1903)
Драга Луњевица, кћерка Пантелије Луњевице и унука Николе Луњевице, била је удата за инж. Светозара Машина, сина сан. потпуковника Јована Машина, пореклом Чеха и брата пуковника Александра Машина.
Остала је удовица. Краљица Наталија Обреновић поставила је Драгу Машин за дворску даму.
Драга Машин се 1900. године удала за краља Александра Обреновића.
Краљевски пар убијен је у Мајском преврату 1903.
Истог дана убијена су и њена браћа поручници Никола и Никодије Луњевице.

### Коњички потпуковник Стојко Павловић
Јелена Лена Луњевица (1832—1913), кћерка газда Николе Луњевице из Луњевице и Ђурђије Чарапић, тетка краљице Драге Обреновић била је удата за коњичког потпуковника Стојка Павловића (1823—1906). Имали су четири сина и две кћерке, Ивана, Петра, Павла, Милана и Катарину
Павле, Милан и Катарина Павловићи били су професори.

#### Див. генерал Иван С. Павловић (1869-1943)
Дивизијски генерал Иван Павловић (1869-1943), краљев ађутант, брат од тетке краљице Драге Обреновић, завршио је 21. класу Ниже и 6. класу Више школе Војне академије у Београду, као и генералштабну припрему. Од 10. априла до 29. маја 1903. ордонанс краља и командант 3. батаљона 6. пешадијског пука. После мајског преврата разрешен дужности и стављен на располагање. Од 7. јула 1903 командант 3. батаљона 2. пешадијског пука, од 1906-1907, у Главном генералштабу и др. У ратовима 1912-1918. командант 3. пешадијског пука 1. позива, у гушењу арнаутске побуне 1913. командант здруженог одреда, командант Ужичке здружене бригаде (1914—1915), командант Ужичког одреда (Ужичка бригада, Доњовасојевићка бригада и део Лимског одреда), командант здружених снага Ужичког одреда, Ловћенске и Колашинске бригаде и Студеничког одреда, начелник ађутантског одељења Врховне команде (1916—1918). После рата начелник Историјског одељења Главног генералштаба, командант Косовске дивизијске области.
Дивизијски генерал Иван Павловић (1869-1943), био је ожењен Зором Димитријевић (1882-1939), кћерком Стоиљка Димитријевића, управника Пошта и телеграфа и сестром пуковника Светолика Димитријевића. Кумови су на венчању били генерали Владимир Кондић и др Михаило Петровић

#### Академик др Петар С. Павловић (1864-1938)
Академик проф. др Петар Павловић (1864-1938), био је геолог, директор Музеја српске земље и члан Српске краљевске академије

### Породичне куће и имања
Имовина Пантелије Луњевице, коју је наследио од оца Николе Луњевице процењена је 1862. укупно 1398. цесарских (аустријских) дуката, а састојала се од земљишних поседа и дућана, радњи у Шапцу. Ова средства је Пантелија Луњевица уложио у зидање породичне куће у Београду, која се налазила на углу Крунске и Ресавске улице, на месту где је данас амбасада Белгије.

### Сродство
Луњевице су биле у сродству са Чарапићима, Хаџићима и др. Даљи рођак краљице Драге био је и Божидар Маршићанин.